# Below
Below es un videojuego de acción y aventura desarrollado por Capybara Games. El juego fue anunciado durante la conferencia de prensa de Microsoft en el E3 2013, pero fue retrasado indefinidamente en 2016. Su lanzamiento inicial tuvo lugar el 14 de diciembre de 2018 para Microsoft Windows y Xbox One, y en 2020 se lanzó una versión para PlayStation 4. Al momento de su estreno, el juego recibió críticas mixtas.

## Jugabilidad
Below es un videojuego de acción y aventura con una perspectiva cenital y elementos de roguelike. El protagonista es un "pequeño guerrero que explora las profundidades de una isla remota". El juego se centra en la exploración, aunque este objetivo depende de la supervivencia del personaje. Durante el E3 2013, Phil Spencer de Microsoft describió el juego como una "propuesta creativa del género roguelike" ambientada en un "mundo misterioso". Los entornos se generan de manera procedural. Below está diseñado para ser un juego desafiante, con un combate "brutal pero justo" y muerte permanente.

## Recepción
El juego recibió críticas "mixtas o promedio", según el agregador de reseñas Metacritic. Fue nominado en la categoría de "Mejor Juego de Acción Original" en los National Academy of Video Game Trade Reviewers Awards y a "Mejor Diseño de Sonido en un Juego Indie" en los G.A.N.G. Awards de 2019.
Alice Bell, de Rock, Paper, Shotgun, criticó las trampas de muerte instantánea y el ritmo lento del juego, pero elogió su mundo y atmósfera.  Colin Campbell, escribiendo para Polygon, destacó el misterio y los gráficos del juego, aunque no le gustó la repetición de los niveles.  Jordan Devore, de Destructoid, alabó la ambientación, pero criticó el ritmo, señalando que "Below empieza con fuerza en sus primeras horas, pero luego no deja de perder impulso". 
1. ↑  «Below for PC Reviews». Metacritic. CBS Interactive. Consultado el 19 de enero de 2019.
2. ↑  «Below for Xbox One Reviews». Metacritic. CBS Interactive. Consultado el 19 de enero de 2019.
3. ↑  «Below for PlayStation 4 Reviews». Metacritic. CBS Interactive. Consultado el 10 de abril de 2020.
4. ↑  «Review: Below». Destructoid. Archivado desde el original el 2 de octubre de 2019. Consultado el 15 de enero de 2021.
5. ↑  «Below». Game Informer. Archivado desde el original el 22 de septiembre de 2020. Consultado el 15 de enero de 2021.
6. ↑  «Below Review - Deep Down». GameSpot. Archivado desde el original el 3 de agosto de 2020. Consultado el 15 de enero de 2021.
7. ↑  «Below Review». IGN. 20 de diciembre de 2018. Archivado desde el original el 21 de diciembre de 2018. Consultado el 15 de enero de 2021.
8. ↑  «Below review». PC Gamer. 17 de diciembre de 2018. Archivado desde el original el 27 de febrero de 2021. Consultado el 15 de enero de 2021.
9. ↑  Bell, Alice (3 de enero de 2019). «Wot I Think: Below». Rock Paper Shotgun (en inglés estadounidense). Archivado desde el original el 13 de enero de 2021. Consultado el 14 de enero de 2021.
10. ↑  Campbell, Colin (18 de diciembre de 2018). «Below is beautiful, subversive and frequently maddening». Polygon (en inglés). Archivado desde el original el 29 de enero de 2021. Consultado el 14 de enero de 2021.
11. ↑  «Review: Below». Destructoid (en inglés). Archivado desde el original el 30 de octubre de 2020. Consultado el 14 de enero de 2021.
12. Lagumbay, Emmanuel (14 de febrero de 2019). «2019 G.A.N.G. Awards Finalists». Game Audio Network Guild. Archivado desde el original el 16 de febrero de 2019. Consultado el 17 de febrero de 2019.
13. «Nominee List for 2018». National Academy of Video Game Trade Reviewers. 11 de febrero de 2019. Archivado desde el original el 13 de febrero de 2019. Consultado el 19 de febrero de 2019.
14. Corriea, Alexa Ray (10 de junio de 2013). «Below by Capybara Games coming to Xbox One». Polygon. Vox Media. Archivado desde el original el 3 de abril de 2019. Consultado el 10 de junio de 2013.
15. Tach, Dave (3 de abril de 2014). «Capy's Below will be playable at PAX East 2014». Polygon. Vox Media. Archivado desde el original el 4 de abril de 2014. Consultado el 3 de abril de 2014.
16. McWhertor, Michael (11 de junio de 2013). «Below from Capy Games is an ode to roguelikes, with 'brutal but fair' combat». Polygon. Vox Media. Archivado desde el original el 15 de junio de 2013. Consultado el 15 de junio de 2013.
17. Frank, Allegra (9 de marzo de 2017). «Capy Games returns for project with Cartoon Network (update)». Polygon. Archivado desde el original el 10 de marzo de 2017. Consultado el 9 de marzo de 2017.
18. Farokhmanesh, Megan (19 de marzo de 2014). «Super Time Force shooting for summer release, Below 'hopefully' playable before E3». Polygon. Vox Media. Archivado desde el original el 22 de marzo de 2014. Consultado el 19 de marzo de 2014.
19. McWhertor, Michael (8 de agosto de 2013). «Capy's Xbox One roguelike Below will come to other platforms». Polygon. Vox Media. Archivado desde el original el 26 de agosto de 2013. Consultado el 25 de agosto de 2013.